# Gangster d'occasion
Pour plus de détails, voir Fiche technique et Distribution.
Gangster d'occasion (Go Chase Yourself) est un film américain en noir et blanc réalisé par Edward F. Cline, sorti en 1938.

## Synopsis
Un employé de banque se retrouve coincé dans une remorque appartenant à des gangsters après qu'un vol de banque a mal tourné. Malheureusement pour lui, la police et même sa propre femme dominatrice, croient qu'il est le voleur et se lancent à sa poursuite.

## Fiche technique
- Titre original : Go Chase Yourself
- Titre français : Gangster d'occasion
- Réalisation : Edward F. Cline
- Scénario : Paul Yawitz et Bert Granet
- Musique : Roy Webb
- Direction artistique : Van Nest Polglase
- Costumes : Renié
- Photographie : Jack MacKenzie
- Montage : Desmond Marquette (en)
- Producteur : Robert Sisk (en)
- Société de production : RKO Pictures
- Pays de production :  États-Unis
- Langue d'origine : anglais américain
- Format : noir et blanc — 1,37:1 — son : mono (RCA Victor System)
- Genre : comédie policière
- Durée : 70 minutes
- Dates de sortie : 
  - États-Unis : 22 avril 1938
  - France : 16 février 1940

## Distribution
- Joe Penner : Wilbur Meeley
- Lucille Ball : Carol Meeley
- Richard Lane : Nails
- June Travis : Judy Daniels
- Fritz Feld : le comte Pierre Fountaine de Louis-Louis
- Tom Kennedy : Icebox
- Granville Bates : Halliday
- Bradley Page : Frank
- George Irving : M. Daniels
- Arthur Stone : Warden
- Jack Carson : Warren Miles
- Frank M. Thomas : le chef de la police

Acteurs non crédités
- Bobs Watson : Junior
- Edward Hearn : Jack
- John Ince : John Weatherby
- Stanley Blystone : policier
- Clayton Moore : reporter